# Manassas (musikalbum)
Manassas är det första självbetitlade albumet av Stephen Stills grupp Manassas. Det lanserades som dubbel-LP i april 1972 på Atlantic Records. Det är ett musikaliskt varierat album, och även musikerna i gruppen kom från vitt skilda håll. Notabelt är att Bill Wyman spelar bas på en låt ”Love Gangster” Albumets fyra skivsidor var tematiskt uppdelade och döpta till The Raven, The Wilderness, Consider och "Rock and Roll Is Here to Stay". Låten "It Doesn't Matter" släpptes som singel.

## Låtlista
(låtar utan angiven upphovsman komponerade av Stephen Stills)
1. "Song of Love" – 3:28
2. Medley - 3:34

"Rock & Roll Crazies" (Stephen Stills, Dallas Taylor)
"Cuban Bluegrass" (Stephen Stills, Joe Lala)
1. "Jet Set (Sigh)" – 4:25
2. "Anyway" – 3:21
3. "Both of Us (Bound to Lose)" (Stephen Stills, Chris Hillman) – 3:00
4. "Fallen Eagle" – 2:03
5. "Jesus Gave Love Away for Free" – 2:59
6. "Colorado" – 2:50
7. "So Begins the Task" – 3:57
8. "Hide It So Deep" – 2:44
9. "Don't Look at My Shadow" – 2:30
10. "It Doesn't Matter" (Chris Hillman, Rick Roberts, Stephen Stills) – 2:30
11. "Johnny's Garden" – 2:45
12. "Bound to Fall" (Mike Brewer, Tom Mastin) – 1:53
13. "How Far" – 2:49
14. "Move Around" – 4:15
15. "The Love Gangster" (Stephen Stills, Bill Wyman) – 2:51
16. "What to Do" – 4:44
17. "Right Now" – 2:58
18. "The Treasure (Take One)" – 8:03
19. "Blues Man" – 4:04

## Listplaceringar
| Lista (1972)   | Position             |
| -------------- | -------------------- |
| Australien     | 17 (Go Set)          |
| Kanada         | 9 (RPM)              |
| Nederländerna  | 1                    |
| Norge          | 4 (VG-lista)         |
| Storbritannien | 30 (UK Albums Chart) |
| Sverige        | 8 (Kvällstoppen)     |
| USA            | 4 (Billboard 200)    |
| Västtyskland   | 34                   |